# Großsteingrab Schortewitz
Das Großsteingrab Schortewitz (auch „Heidenberg“ oder „Heidengrab“ genannt) ist eine jungsteinzeitliche megalithische Grabanlage in Schortewitz, einer Ortschaft der Stadt Zörbig im Landkreis Anhalt-Bitterfeld in Sachsen-Anhalt. Es wurde 1913 archäologisch untersucht.

## Lage
Das Grab befindet sich im nördlichen Teil des Dorfes Schortewitz. Es ist über einen nördlich von der Straße Heidenberg abzweigenden Fußweg erreichbar. Die ehemals frei im Gelände liegende Anhöhe am Nordrand der Fuhne war ehemals ein markantes Landschaftsmerkmal auf der Köthener Platte. Ursprünglich gab es in der Nähe des Großsteingrabes noch einen Grabhügel und eine Rampenkiste. Letzteres befindet sich heute rekonstruiert im Schlosshof von Köthen.

## Forschungsgeschichte
Die Anlage wurde zu Beginn des 19. Jahrhunderts teilweise zerstört. Die überhügelte Grabkammer mit elf Bestattungen und weitere elf Grabanlagen im Hügel wurden bei archäologischen Grabungen vom 20. Mai bis 27. Juni 1913 unter Leitung von Walter Götze (1879–1952) und Gustav Eichhorn entdeckt. Eine ausführliche Auswertung der Grabungsergebnisse erfolgte 2002 im Rahmen einer Magisterarbeit durch Brigitte Schiefer.

## Beschreibung

### Architektur

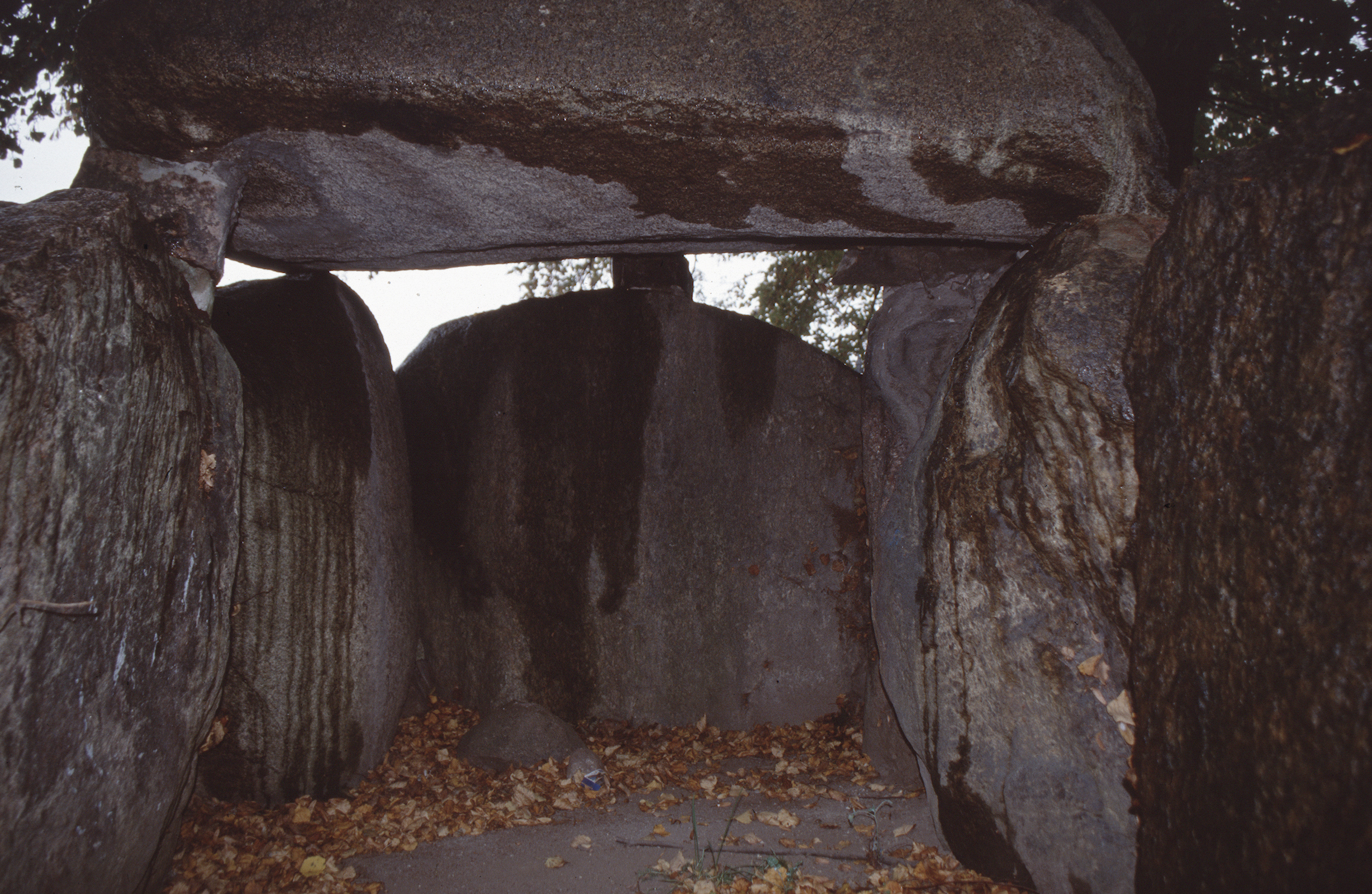
Großsteingrab Schortewitz, Westteil der Grabkammer

Es handelt sich um ein annähernd West-Ost ausgerichtetes Großsteingrab, welche entweder zum Typ der Ganggräber oder der Großdolmen gehört, und als solche die südlichste Anlage dieser Art in Deutschland ist. Zum Zeitpunkt der Freilegung bestand die nördliche Grabwand aus fünf Tragsteinen, die südliche aus vier Tragsteinen, wobei drei noch in situ standen. Im Westen befand sich ein ebenfalls in situ ausgerichteter Abschlussstein. Auf Grund des fehlenden fünften südlichen Tragsteines und der Beobachtungen des Ausgräbers soll sich der ursprüngliche Zugang an der Südseite befunden haben. Der östliche Bereich des Megalithgrabes war zum Zeitpunkt der Aufdeckung bereits gestört. Für einen Zugang von der östlichen Schmalseite her sprechen die jüngeren Funde der Bernburger und der Kugelamphoren-Kultur (KAK). Reste von Standspuren des Zuganges konnten nicht beobachtet werden. Von den beiden Decksteinen war der westliche noch in situ erhalten, der zweite lag zerbrochen in der Kammer und wurde nach Abschluss der Ausgrabungen wieder in seine ursprüngliche Lage auf die Tragsteine gelegt. Die äußere Länge der nördlichen Tragsteine beträgt 6,80 m, die der südlichen zerstörten noch 4,50 m. Laut Tagebuchnotizen des Ausgräbers betrug die Höhe im Inneren am Schlussstein 1,75 m, die Innenlänge 5,70 m und die innere Breite 1,40 m. Während der Ausgrabungen fand man die leere Grabkammer mit einem säuberlichen Pflaster aus Sandstein- und Porphyr-Platten. Im östlichen Innenraum war die Kammer durch eine quer stehende Steinplatte unterteilt, so dass ein größerer und ein kleinerer Bereich vorhanden war.

### Bestattungen
Unter dem aus zwei bis drei Schichten bestehenden Pflaster entdeckte man elf Körperbestattungen, alle einzeln in hockender Stellung mit Orientierung nach den Himmelsrichtungen beigesetzt. Es handelte sich um Kinder unterschiedlichen Alters und Erwachsene. Der Erhaltungszustand der Knochen war so schlecht, dass kein einziges Skelett vollständig geborgen werden konnte. Die beobachteten Holzreste deuten darauf hin, dass die Bestattung wahrscheinlich in einfachen Holzkisten erfolgte.

### Beigaben
Als echte Beigaben, die man den Bestattungen zuordnen kann, sind die vier durchlochten Bernsteinanhänger, ein durchbohrter Glimmeranhänger, eine Kette aus über sechshundert durchlochten Früchten und Steinkernen sowie mehrere Feuersteinklingen anzusprechen. Beigaben aus Keramik fanden sich in zerbrochenem Zustand an den Wänden der Grabkammer und können nur teilweise einer der Bestattungen zugeordnet werden. Bei den restaurierten Gefäßen handelt es sich um kleine Opperschöner Kannen der Salzmünder Kultur, doppelkonische Töpfe mit umgelegtem Rand, Fingerkuppenverzierung und vier Griffknubben unter dem Rand sowie doppelkonische Töpfe mit gerade abgestrichenem Hals und senkrechten Ösenhenkeln, die ebenfalls typische Gefäßformen der Salzmünder Kultur sind. Eine Ausnahme bildet die Bestattung im Osten der Grabkammer, die als einzige in linker Hockstellung beigesetzt worden war. Neben einem unvollständigen durchbohrten Bernsteinanhänger und Hundezähnen fand sich der Rest einer Tasse der Walternienburg-Bernburger Kultur. Es handelt sich um eine zweigliedrige Tasse mit tief liegendem Umbruch, Henkelansatz und Verzierung in Form von waagerechter Riefung und senkrechten Stichreihen. Außerdem fand sich im östlichen Bereich der Grabkammer auch eine verzierte Keramikscherbe mit Furchenstichfransen und oben doppeltem und unten einfachem Bogenstichabschluss. In der Verzierung fanden sich noch Reste von weißer Inkrustation. Dieses Fundstück datiert auf Grund der Verzierung in die Kugelamphoren-Kultur.